# Stefan Dusza
Stefan Dusza (ur. 7 października 1936 w Gieble, zm. 21 września 2017) – polski duchowny rzymskokatolicki, dyrektor Wydawnictwa „Pallottinum” w latach 1970–2008.

## Życiorys
8 września 1954 złożył pierwszą konsekrację w Stowarzyszeniu Apostolstwa Katolickiego w Ołtarzewie, zaś 4 czerwca 1961 przyjął tamże święcenia kapłańskie. Był członkiem wspólnot pallotyńskich w Częstochowie, Wałbrzychu, Lublinie oraz Poznaniu. W latach 1968–1970, ks. Dusza piastował funkcję redaktora naczelnego Wydawnictwa „Pallottinum”, zaś w latach 1970–2008 był jego dyrektorem. Był także konsulatorem Rady ds. Środków Społecznego Przekazu oraz Komisji Nauki Wiary w ramach Konferencji Episkopatu Polski. W 2009 w uznaniu zasług został wyróżniony tytułem „Zasłużony dla Miasta Poznania”.